# 钶龙战记
                                                                                                                                                                                                                                    《钶龙战记》是由广东咏声文化传播有限公司和韓國卡通頻道合作制作的動畫，自2020年开始创作，目前已连续推出2部。